# 大塚裕司
大塚 裕司（おおつか ゆうじ、1954年2月13日 - ）は、日本の実業家。大塚商会創業者大塚実の長男で、同社代表取締役社長。日本コンピュータシステム販売店協会名誉会長。

## 人物・経歴
東京都で大塚商会創業者大塚実の長男として生まれた。立教小学校、立教中学校、立教高等学校を経て、1976年立教大学経済学部経営学科卒業。立教大学広告研究会出身。同年横浜銀行入行。1980年リコー入社。1981年大塚商会入社。1990年バーズ情報科学研究所入社。1992年大塚商会取締役。1993年大塚商会常務取締役。1994年大塚商会専務取締役。1995年大塚商会代表取締役副社長。2001年大塚商会代表取締役社長。2004年セントポール情報技術会（立教IT会）会長。2006年日本コンピュータシステム販売店協会会長。2014年経済産業大臣賞受賞。2018年立教経済人クラブ会長。2019年日本コンピュータシステム販売店協会名誉会長。サンバ好きで、浅草サンバカーニバルのパレードにも参加した。